# Mathieu Belie

a Compétitions nationales et continentales officielles uniquement.

b Matchs officiels uniquement.
Dernière mise à jour le 12 août 2025.
Mathieu Belie, né le 20 février 1988 à Toulouse, est un joueur de rugby à XV français qui évolue au poste de demi d'ouverture ou de demi de mêlée (1,80 m pour 88 kg).
International espagnol depuis 2016, il découvre néanmoins en 2018 à l'occasion des qualifications pour la coupe du monde – pour laquelle l'Espagne était encore en lice – que ses sélections en équipe de France des moins de 20 ans le rendent inéligible pour la sélection espagnole.

## Biographie
Ce jeune joueur est considéré au début des années 2010 comme l'un des joueurs de sa génération les plus prometteurs au poste de demi d'ouverture. Pour Michel Marfaing, son ancien entraîneur chez les espoirs du Stade toulousain, il est « le 10 de demain ». Mais le Stade toulousain ayant toujours fait de la polyvalence d'un joueur un de ses crédos, Bélie est aussi capable de jouer demi de mêlée, ailier ou arrière.
Il commence le rugby à l'AS Tournefeuille où il passe sept années, passe ensuite par l'US Colomiers. C'est à l'âge de 16 ans qu'il arrive au Stade toulousain où il débute avec les cadets A.
C'est lors de la saison 2007-2008 que ce polyvalent des lignes arrières (il peut jouer à la mêlée, à l'ouverture, aux ailes et à l'arrière), 20 ans, fait ses débuts dans le Top 14 à l'occasion de la rencontre Stade français - Stade toulousain. Cette saison-là, il dispute 3 matchs pour 154 minutes participant ainsi à la conquête du Bouclier de Brennus 2008 avec le Stade toulousain. Cette même saison, il est également sélectionné avec l'équipe de France des moins de 20 ans pour participer à la Coupe du monde de rugby au pays de Galles.
Lors de la saison 2008-2009, il est utilisé par Guy Novès en tant que troisième ouvreur derrière David Skrela et Frédéric Michalak. En 2009, avec une dizaine de matchs de championnat à son actif cette saison, il signe son premier contrat professionnel avec le Stade toulousain pour trois saisons.
Afin de gagner davantage de temps de jeu, il est prêté à Montauban, puis rejoint le CA Brive lorsque le club montalbanais est rétrogradé administrativement en Fédérale 1.
À la fin de la saison 2012, il quitte le CA Brive, relégué en Pro D2 et rejoint le Racing Métro 92 en 2012, l'Aviron bayonnais en 2013, l'USA Perpignan en 2014. En 2017, l'USON Nevers Rugby annonce le recrutement de Mathieu Belie pour la saison suivante.
Après une saison en Espagne, au Club Alcobendas rugby, il rejoint le Stade olympique de Chambéry rugby à l'été 2020,.
Il ne reste qu'une saison à Chambéry, avant de rejoindre le Saint-Jean-de-Luz olympique en 2021, avec qui il joue jusqu'à sa retraite de joueur en 2024. Il devient entraîneur des trois-quarts du club dans la foulée.

## Palmarès
- Vainqueur du Top 14 en 2008 avec le Stade toulousain.

## Statistiques en équipe nationale
- Équipe de France universitaire:
  - Tournoi Universitaire 2009: 2 matchs en tant que titulaire, 5 transformations, 1 pénalité, 1 drop.

- Équipe de France des moins de 19 ans :
  - Coupe du monde 2006 : 5 matches dont 5 titulaire, 1 essai, 12 pénalités et 5 transformations.
  - Tournoi des Six Nations 2007 : 1 match dont 1 en tant que titulaire, 1 essai, 3 pénalités et 3 transformations.
  - Coupe du monde 2007 : 5 matches dont 5 titulaire, 1 essai, 4 pénalités et 9 transformations.

- Équipe de France des moins de 20 ans :
  - Tournoi des Six Nations 2008 : 4 matchs dont 3 en tant que titulaire, 4 pénalités, 3 transformations et 1 drop.
  - Coupe du monde 2008 : 5 matches dont 3 en tant que titulaire, 7 pénalités, 1 drop et 12 transformations.

- Équipe d'Espagne :
  - Championnat d'Europe entre 2016 et 2022 : 14 matchs, 7 points
  - Test-matchs : 7 matchs